# Kintetsu Kyoto-lijn

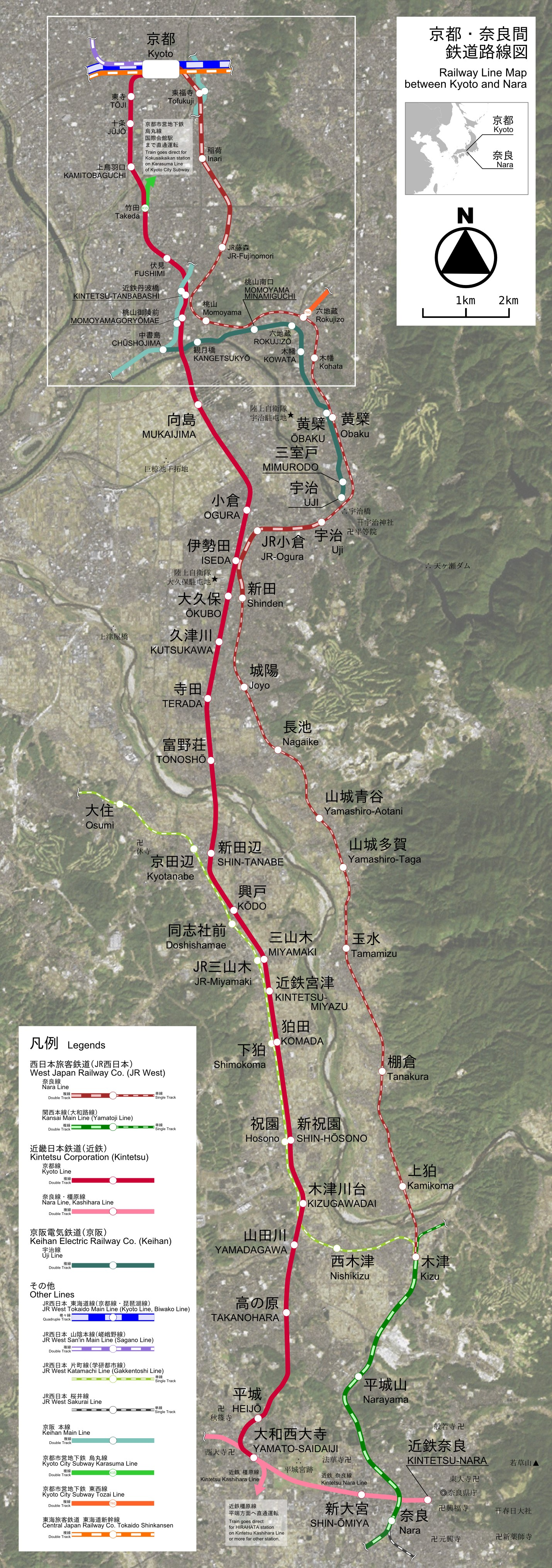
Route van de Kyoto-lijn en nabijgelegen lijnen.

De Kintetsu Kyoto-lijn  (京都線; Kyoto-sen) is een spoorlijn tussen de steden Kyoto en Nara in Japan. De lijn maakt deel uit van het netwerk van Kintetsu in de regio Osaka-Kobe-Kyoto en loopt voor een groot deel evenwijdig aan de Nara-lijn van JR West. Naast de oorspronkelijke route maakt de lijn ook gebruik van de Karasuma-metrolijn vanaf het station Takeda.

## Geschiedenis
Het eerste gedeelte van de lijn, tussen Kyoto en het station Horiuchi (thans Kintetsu Tambabashi) werd in 1928 door de Nara spoorwegmaatschappij (奈良電気鉄道,  Nara Denki Tetsudō). In 1963 kreeg Kintetsu de zeggenschap over deze lijn. Tussen 1945 en 1963 maakten de treinen van Kintetsu ook gebruik van de Keihan-lijn vanaf het station Kintetsu Tambabashi. Sinds 1988 maakt de lijn gebruik van de Karasuma-lijn.

## Treindiensten
- Tokkyū (特急, intercity) rijdt vanaf Kyoto tot aan Kintetsu Nara of Kashiharajingū-mae en stopt alleen bij Kintetsu-Tanbabashi.
- Kyūkō (急行, sneltrein) rijdt 's avonds door tot aan Tenri aan de Tenri-lijn.
- Junkyū (準急, sneltrein) rijdt in de spitsuren tussen Kyoto en Shin-Tanabe.
- Futsu (普通, stoptrein) stopt op elk station.

## Stations
| Station                                                                                      | Japans     | Verbindingen | Wijk        | Stad      | Prefectuur |
| -------------------------------------------------------------------------------------------- | ---------- | --- | ----------- | --------- | ---------- |
| Kyoto                                                                                        | 京都       | JR West: Tokaido Shinkansen, Biwako-lijn, Sagano-lijn (Sanin-lijn), Kosei-lijn en de Nara-lijn Metro van Kyoto: Karasuma-lijn | Shimogyō-ku | Kyoto     | Kyoto      |
| Tōji                                                                                         | 東寺       | | Minami-ku   | Kyoto     | Kyoto      |
| Jūjō                                                                                         | 十条       | | Minami-ku   | Kyoto     | Kyoto      |
| Kamitobaguchi                                                                                | 上鳥羽口   | | Fushimi-ku  | Kyoto     | Kyoto      |
| Takeda                                                                                       | 竹田       | Metro van Kyoto: Karasuma-lijn                                                                                                | Fushimi-ku  | Kyoto     | Kyoto      |
| Fushimi                                                                                      | 伏見       | | Fushimi-ku  | Kyoto     | Kyoto      |
| Kintetsu Tambabashi                                                                          | 近鉄丹波橋 | Keihan: Keihan-lijn (station Tambabashi)                                                                                      | Fushimi-ku  | Kyoto     | Kyoto      |
| Momoyama-Goryō-mae                                                                           | 桃山御陵前 | Keihan: Keihan-lijn (station Fushimi-Momoyama)                                                                                | Fushimi-ku  | Kyoto     | Kyoto      |
| Mukaijima                                                                                    | 向島       | | Fushimi-ku  | Kyoto     | Kyoto      |
| Ogura                                                                                        | 小倉       | | Uji         | Uji       | Kyoto      |
| Iseda                                                                                        | 伊勢田     | | Uji         | Uji       | Kyoto      |
| Ōkubo                                                                                        | 大久保     | JR West: Nara-lijn (station Shinden)                                                                                          | Uji         | Uji       | Kyoto      |
| Kutsukawa                                                                                    | 久津川     | | Jōyō        | Jōyō      | Kyoto      |
| Terada                                                                                       | 寺田       | | Jōyō        | Jōyō      | Kyoto      |
| Tonoshō                                                                                      | 富野荘     | | Jōyō        | Jōyō      | Kyoto      |
| Shin-Tanabe                                                                                  | 新田辺     | JR West: Gakkentoshi-lijn (station Kyōtanabe)                                                                                 | Kyōtanabe   | Kyōtanabe | Kyoto      |
| Kōdo                                                                                         | 興戸       | JR West: Gakkentoshi-lijn (station Dōshisha-mae)                                                                              | Kyōtanabe   | Kyōtanabe | Kyoto      |
| Miyamaki                                                                                     | 三山木     | JR West: Gakkentoshi-lijn (station JR Miyamaki)                                                                               | Kyōtanabe   | Kyōtanabe | Kyoto      |
| Kintetsu Miyazu                                                                              | 近鉄宮津   | | Kyōtanabe   | Kyōtanabe | Kyoto      |
| Komada                                                                                       | 狛田       | JR West: Gakkentoshi-lijn (station Shimokoma)                                                                                 | Seika       | Seika     | Kyoto      |
| Shin-Hōsono                                                                                  | 新祝園     | JR West: Gakkentoshi-lijn (station Hōsono)                                                                                    | Seika       | Seika     | Kyoto      |
| Kizugawadai                                                                                  | 木津川台   | | Seika       | Seika     | Kyoto      |
| Yamadagawa                                                                                   | 山田川     | | Seika       | Seika     | Kyoto      |
| Takanohara                                                                                   | 高の原     | | Nara        | Nara      | Nara       |
| Heijō                                                                                        | 平城       | | Nara        | Nara      | Nara       |
| Yamato-Saidaiji                                                                              | 大和西大寺 | Kintetsu: Kashihara-lijn en de Nara-lijn                                                                                      | Nara        | Nara      | Nara       |
| Richting Kintetsu Nara via de Nara-lijn en richting Kashiharajingū-mae via de Kashihara-lijn |            | |             |           |            |